# Deltora Quest
Deltora Quest デルトラ・クエスト (Derutora Kuesuto?), conocido en Latinoamérica como Deltora: La Búsqueda, es un anime japonés basada en la serie de libros infantiles del mismo nombre, escrita por la autora australiana Emily Rodda. Fue presentado por la mismísima Rodda en la Conferencia del Consejo de Libros de Australia Sydney y en la Convención ABC Kids. La serie es producida por Oriental Light and Magic y SKY Perfect Well Think. El programa es transmitido por TV Aichi en Japón

## Sinopsis
Cuenta la leyenda que hace muchos años, el reino de las tinieblas invadió las tierras de Deltora. Un día un muchacho tiene un sueño en donde se le indica que debe forjar un cinturón de metal y poner en él las 7 piedras preciosas (diamante, esmeralda, lapisázuli, topacio, ópalo, rubí y amatista) que poseen los 7 clanes del Reino. Con la colaboración de éstos logran expulsar a los invasores, así este muchacho, Adin, se convierte en el 1.er rey de Deltora. Los años de paz pasan de generación en generación y ante la confianza de que ya no hay peligro el último rey decide guardar el cinturón, esperando este momento, un nuevo ataque del Señor de las Tinieblas destruye el cinturón para que no se vuelva a usar, esparciendo las gemas por todo el reino y conquistando nuevamente el lugar. Tras 16 años desde la invasión, un hombre le dice a su hijo, Lief, que él fue un amigo del último rey y que ha logrado restaurar el cinturón. Ahora Lief y el exsoldado Barda, junto con la huérfana Jasmine deberán buscar las piedras preciosas para volver a restaurar la paz del reino

## Historia
De la colección de libros Deltora Quest publicado en Australia. El Señor de las sombras, un demonio del reino de las sombras, se ha hecho cargo de Deltora por la destrucción de un objeto mágico conocido como el Cinturón de Deltora, que es la única protección contra él. A lo largo del curso del anime, Lief, Barda y Jasmine viajan alrededor de la tierra de Deltora para devolver a las siete gemas (el Diamante, la Esmeralda, el Lapis Lazzuli, el Topacio, el Ópalo, el Rubí y la Amatista, siendo así que de sus iniciales proviene el nombre de deltora al cinturón y salvar la tierra. Su primer destino son los Bosque del Silencio. Después de derrotar al guardián Gorl, encuentran el Topacio y continúan su travesía rumbo al Lago de las Lágrimas. A lo largo del camino, ayudan a derrotar a la hechicera Thaegan y dos de sus hijos, Jin y Jod. Finalmente, luchan con Thaegan y recuperan el Ruby. Thaegan es derrotada cuando el cuervo, Kree, crea un corte en el dedo, causando que pierda la sangre. Dado que Thaegan es bruja, ella muere instantáneamente como consecuencia de ésta.
El trío es atrapado por el resto de los once niños de la bruja, pero se las arreglan para engañar y huir. Más tarde visitan la misteriosa tienda de Tom y compran mercancías. Logran llegar a la Ciudad de las ratas. Lief, Barda y Jasmine consiguen obtener el Ópalo y entran en el Campeonato de muerte Rithmere, ganan y son capturados. Con la ayuda del hombre con cicatriz en la cara, Doom, se las arreglan para escapar y llegar a las Arenas Movedizas, donde obtienen la lapisázuli. Thaegan renace con sus once hijos y los tres logran derrotarlos nuevamente. Después, ellos deciden viajar al Monte Terrible, pasando por Gellick con la ayuda de los representantes de la Estirpe. Van en el río Reina, pero acaban descubriendo que algunos de los pasajeros fueron aminoetanoles. Van al Laberinto de la Bestia y son capaces de encontrar la amatista y escapar de la babosa Glus. Thaegan regresa y es derrotada con doce de sus hijos, Ichabod heridos. Se reúnen con Orcas y escapan de él. Que encontrar y rescatar Dain Tora. Luego viajan hacia el Valle de los Perdidos y consiguen el Diamante, pero Neridah que robó el diamante fue capturada por Orcas quien es derrotada. Después de una serie de batallas épicas en el camino a Del, el Señor de las Tinieblas es vencido.

## Personajes

### Principales
Lief (Sakamaki Ryosuke): Es un muchacho de 16 años que nació en la provincia de Del. Tiene un gran sentido de la justicia y ha luchado para ayudar a los sufridos de su pueblo. Su padre le encomienda que busque las piedras para restaurar el cinturón mágico de Deltora. Le entrega además la mejor espada que ha hecho y una capa mágica que su madre confeccionó.Él está muy enamorado de Jasmine y se preocupa por ella, pero antes le atrajo Neridah.
Barda (Bara Yuusaku): Es un amigo de la familia de Lief, había sido en el pasado un novato soldado del último rey, pero terminó oculto como un vagabundo esperando para ayudar a recuperar las gemas. Siempre ha protegido a Lief desde la sombra sin que éste se haya dado cuenta. Ahora es el acompañante en su aventura. Es un hábil espadachín y muy fuerte.
Jasmine (Takagaki Ayahi): Es una amiga que Lief y Barda se encontraron en los Bosques del Silencio. Tal parece que sus padres fueron víctimas de la opresión, dejándola a ella huérfana. Es de carácter fuerte y un poco desconfiada ya que ha sobrevivido sola. Sus únicos compañeros eran un cuervo (Kree) y una pequeña criatura llamada Fili. Es un poco testaruda cuando conoce a Doom pero luego se llevan mejor y aún más cuando saben que es su verdadero padre.A ella le gusta Lief y siempre que alguna otra chica está junto a él se pone celosa. A pesar de eso por un tiempo le gusto Dain pero al saber que los engaño perdió el interés.
Jocka (Nakamura Hidetoshi): Es el padre de Jasmine. Tiene una cicatriz en la mejilla izquierda y forma parte de la resistencia. Vivió por años en el castillo y fue el mejor amigo del rey Endon. Gracias a él, el rey y la reina lograron escapar y ponerse a salvo escondidos en algún lugar, haciéndose pasar por Endon y, ocultándose en Los Bosques del Silencio, lo encuentran los guardias grises y lo llevan a pelear en las sombras. Pero pierde la memoria en una pelea, olvidando, así quien es pero es salvado por un hombre con el nombre de Doom y decide llevar su nombre para nunca olvidarlo mientras recuerda el suyo.
Anna (Yukino Satsuki): La madre de Jasmine. Es muy dulce y cariñosa. Después de un tiempo de vivir en el bosque del silencio los guardias oscuros la encuentran y la matan dejando desprotegida a Jasmine.
Endon: Es el padre de Lief. se hizo pasar por Jarred para ocultarse del señor de las sombras
y para poder tener a su hijo sano y salvo del señor de las sombras.
Sharn: Es la madre de Lief. Se hizo pasar por Anna para ocultarse con su esposo del señor de las sombras, después de un tiempo le teje una capa a su hijo para protegerlo aunque estaba muy preocupada sabía que su hijo debía ir por las gemas para recuperar la paz en deltora.

## Otros
Printho (Prin en la versión original): Es un niño Kin (niña en la versión original) muy lindo que le encanta estar con el grupo de Lief sobre todo estar con Jasmine, el pertenece aun grupo de Kin junto con su madre. Él tiene la capacidad de volar (A pesar de ser un niño) Y salvo una vez al grupo de Lief. En la versión original está enamorada de Barda
Gurem: Es el líder de los Kin, el dio el permiso de llevar al grupo de Lief hacia la montaña Kyofuno.
Groar: Es el monstruo de la montaña Kyofuno el más temido.
Furansatsu: En realidad eran los hijos de Thaegan, era una niña muy atractiva que llamó la atención de Lief.

### Villanos
El Señor de las Tinieblas (Banjō Ginga): Es el villano principal de la historia, fue quien destruyó el cinturón de Deltora y esparció las 7 gemas por los más terribles lugares de todo el reino.
Fallow: Es el sirviente leal del señor de las sombras quien hace todo lo que él le dice. Al parecer comparte exactamente el mismo rostro que el fallecido Prandine dado que al señor de las tinieblas le agrada ese rostro. Él y Dain son los 2 Ols evolucionados)
Gorl (Guardián del Topacio): Es una armadura viviente color dorado, que antes solía ser un guerrero, pero la avaricia y la envidia consumieron su cuerpo. Vive desde antes de que Adin (el primer rey de Deltora) existiera y se ha mantenido vivo gracias a al néctar de los lirios de la vida. Es derrotado por Lief y compañía para obtener la primera de las gemas.
Soldeen (Guardián del Rubí): Es una especie de pez gigante que antes era un hombre, pero la bruja Thaegan lo transformó en eso y ahora protege el rubí, pero Lief logra calmarlo con la ayuda del topacio.
Thaegan: Es la bruja quien puso la maldición a la Estirpe Ralad y para vencerla se debe derramar una gota de su sangre. Tiene 13 hijos los cuales atrapan en una ocasión a nuestros héroes.
Los 9 Ra-Katcharz: Viven en la ciudad de Yurunai y visten de rojo con máscaras, el líder de los 9 es el Maestro Dai quien castiga a los que lo desobedecen con un látigo y él es quien encierra a los protagonistas en la prisión de Yurunai.
Reeah (Guardián del Ópalo): Reeah es una gran serpiente con 3 cabezas, la cual tiene el ópalo en la cabeza central, lo encuentran en la ciudad de las ratas, y llama a Lief por el nombre de Lief de Deltora.
La Colmena (The Hive - Guardián de la Lapis Lazuli): Es un conjunto de abejas que se encuentran en el desierto de las Arenas Movedizas y está escondido en una extraña cueva en la cual en el fondo se encuentra la lapisázuli, Lief logra sacarla y queman a la colmena.
Gelick (Guardián de la esmeralda): Gelick es una especie de sapo gigante que se encuentra en el Monte Terrible, donde viven los gnomos, él los engaña para que no dejen pasar a la Estirpe (los Kin) pero logran derrotarlo con el agua del lago de los sueños y liberan a los gnomos de su mandato.
Glus (Guardián de la Amatista): El Glus es una babosa gigante que vive en el Laberinto de la Bestia y es aquella a la que los bandidos temen, el cuida la amatista, la gema púrpura. Logran derrotarlo confundiéndolo con tantos sonidos hasta que termina destruyendo la cueva con el adentro.
El guardián del valle de los perdidos (Guardián del Diamante): Su nombre es Fardip, pero estaba siendo controlado por el Señor de las Tinieblas. Hacía creer a todos que era el Rey Endon pero lief se da cuenta de que no lo es y lo destruyen obteniendo el diamante la 7°gema.
Los Guardias Grises: Son los sirvientes del Señor de las Tinieblas. No son muy fuertes y solamente pueden vivir 10 años antes de morir.
Vraal: Es un monstruo muy fuerte, con forma de serpiente y cuerpo humanoide, que vive en el Monte Terrible, pelea contra Lief pero es derrotado por Prin ya que sabe como vencerlo.
Dain: Era el mejor amigo de lief y hasta creyeron que era el heredero del rey Endon pero al darle el cinturón lo levanta con su espada y se ríe revelando que el no es el heredero ni siquiera. Él es un Ols al igual que Fallow, ellos son los dos evolucionados.

## Episodios
1. Lief, la aventura comienza
2. Jasmine la Chica del bosque
3. Gorl, el caballero dorado
4. El enigmático Gigante
5. Los hijos de Thaegan
6. El monstruo del Lago de Lágrimas
7. Aparece la bruja Thaegan
8. La Misteriosa tienda de Tom
9. La ciudad de la limpieza
10. Escapar de la prisión!
11. Cruzando el río Habahiro
12. La Ciudad de las Ratas
13. Endon y Jarred
14. El Robo de las Gemas
15. ¿Buena Suerte? ¿Mala suerte?
16. El Campeonato Rithmere
17. Lucha, lucha Lief!
18. Jasmine y el hombre misterioso
19. El chico de la Resistencia
20. El guardián de las Arenas Movedizas
21. Lapisázuli, la gema de los dioses
22. El regreso de Thaegan
23. La trampa de Thaegan
24. Reunión Prin
25. Volar en el cielo, KINS!
26. Escapar del monstruo Vraal!
27. El Monstruo de la montaña kiofuno !
28. La derrota de Gellick!
29. Huir de la Carns!
30. Nuevos enemigos, los OLS
31. Adiós, Jasmine...
32. La Reina del Río
33. Lief, Cerca de la Muerte!
34. El Pirate's Fiesta
35. El Laberinto de la Bestia
36. Una vez más la bruja Thaegan!
37. Thaegan y sus hijos
38. Llega el Siervo Oacus !
39. El voto de Tora
40. El Guardián del Valle de la Perdición
41. El último diamante
42. Cuando las Siete Gemas se Juntan
43. Skaal Fuera de control
44. La lucha en la aldea Vetaksa
45. Lief, el Juramento de las Siete Tribus
46. Oacus, Último de los enemigos
47. Adelante! Siete tribus
48. La verdadera identidad de Dain
49. Un Rescate Desesperado
50. ¿Quién Es El Heredero?
51. El ejército de Ak-babas
52. Cuando las siete joyas brillan
53. Una nueva Aventura
54. Jasmine regresa al bosque
55. La trampa del Laberinto subterráneo
56. Filli in Big Pinch! Filli Pellizque en Big!
57. Los últimos guardias grises
58. Viendo la tienda de Tom
59. El primer Amor de Printho
60. Los Piratas del Río Tor
61. El cinturón perdido
62. La promesa que Lief hizo
63. Neridah y Jasmine
64. La casa donde viven Los Ols
65. Deltora, por siempre...

## Producción
La serie fue producida por Oriental Light and Magic y Sky Perfecto Well Think. Rodda se acercó con muchas ofertas de películas, pero fue sólo este estudio que se comprometió a no cambiar la historia. El primer episodio salió al aire el 6 de enero de 2007 en Japón.
Fue dirigida por Mitsuru Hongo (Espíritu de maravilla, Outlaw Star), diseñada por Hiroyuki Nishimura y Junya Ishigaki, y escrito por Oketani Arawa, Reiko Yoshida y Natsuko Takahashi. La música fue compuesta por Ko Otani.
Aunque la serie cuenta en su mayoría con animación tradicional, utiliza CGI para animar a los Guardianes.

## Música

### Secuencia de apertura
- Opening 1: Heart Beat (Maria)
- Opening 2: Boku no Taiyou (AKB48)
- Opening 3: In this life (Delta Goodrem)

### Tema de cierre
- Ending 1: Sakura Uta (RYTHEM)
- Ending 2: Hey Now (COOLON)
- Ending 3: Go To Fly (Sunbrain)
- Ending 4: Yume x Yume (Ooyama Yurika)
- Ending 5: Yubikiri Genman (Hoi Festa)